# 42-я кавалерийская дивизия
42-я кавалерийская дивизия (42 кд) — кавалерийское соединение (кавалерийская дивизия)  облегчённого состава РККА Вооружённых Сил СССР в годы Великой Отечественной войны, воевала в составе 51-й и Приморской армий, участвовала в Крымской оборонительной операции.

## История

### Формирование
23 июля 1941 года была принята директива Генерального штаба РККА № 4/1293/орг. о создании лёгких (рейдовых) кавалерийских дивизий численностью в 2939 бойцов и командиров, 3147 лошадей. Каждая дивизия включала по три кавалерийских полка в 940 человек и 1018 лошадей, управление имело «облегчённый» штат в 85 человек. Кавалерийский полк состоял из четырёх сабельных и одного пулемётного эскадрона в 12 станковых пулемётов, батареи из четырёх 76,2-мм и двух 45-мм противотанковых орудий. В бронетанковом эскадроне полагалось иметь 34 человека и 9 бронемашин или лёгких танков.
В июле— августе 1941 года в СКВО были сформированы и отправлены на фронт 17 кавалерийских дивизий (30, 35, 38, 40, 42, 43, 47, 50, 52, 53, 55, 56, 60, 62, 64, 66, 68-я).
42-я кд была сформирована 29 июля 1941 года в СКВО в районе Краснодара в соответствие с постановлением ГКО № ОРГ/2555, от 20 июля 1941 года. Передислоцирована в Крым. С середины августа 1941 года по приказу командующего 51-й армией, изданному после выхода немецких войск на западный берег Днепра в район Каховки, дивизия осуществляла противодесантные задачи. Участвовала в Крымской оборонительной операции. В начале августа располагалась в районе Айбара. 25 сентября 1941 года управление дивизии находилось в деревне Джурчи.

### Контрудар на Армянск
После начала 24 сентября 1941 года наступления 54-го армейского корпуса вермахта на Перекопе дивизия была передислоцирована в район Будановки в ближайший резерв 9-го стрелкового корпуса оборонявшегося на Перекопе. К вечеру оборона 156-й сд на Перекопе была прорвана и командование спланировало на утро 26 сентября контрудар по прорвавшимся к Армянску частям 73-й и 46-й пехотных дивизий немцев. 42-я кд заняла оборону перед Армянском с юго-востока. По плану боя на 27 сентября наносились два охватывающих Армянск удара, сходящихся у Перекопского вала. До рассвета, в темноте, без выстрелов 42-я кавдивизия ворвалась в город. К утру Армянск был отбит, но во второй половине дня противник вернул позиции. После атаки дивизия потеряла более пятисот лошадей, остались исправными всего два орудия. Ночью был получен приказ командующего 51-й армии Ф. И. Кузнецова об отходе на Ишуньские позиции. 42-я кавдивизия отошла в резерв армии.

### Оборона Перекопского перешейка в октябре 1941 года
Созданная из разных частей «группа полковника Глаголева» действовавшая за обороной 172-й дивизии (ранее 3-й Крымской) состояла из отдельного мототанкетного полка, одного полка 154 кп 42-й кд, 149-го и 151-го кавполков, 55-го бронетанкового эскадрона и артпарка 40-й кавдивизии. 141-й 42-й кд кавполк находился в районе Симферополя в противодесантной обороне. Мототанкетный полк (командир подполковник В. П. Гренадеров, бывший начальник АБТС 157-й дивизии) насчитывал один батальон мотопехоты (около 300 человек на грузовиках) и два батальона (сводный полк) по 25 танкеток устаревших типов.
18 октября 1941 года противник начал штурм Ишуньских позиций. К 20 октября оборона наших войск в межозерном дефиле была прорвана. Противник, прорвав оборону 172-й сд на реке Чатарлык, продвигался к югу. 21 октября 42-я кд вместе с мототанкетным полком в составе 50 танкеток и 398 бойцов нанесла контрудар на приморском участке в деревни Средний Сарай. Атака была оказалась неудачной, войска были вынуждены отойти.
Противник ввел на приморском фланге части 50-й пд, который продвигались на юг. Атаки кавалерийской группы в составе 40-й, 42-й и вскоре подошедшей 2-й кд, а также 5-го тп успеха не добились. К 23 октября к району боев стали подходить части Приморской армии, эвакуированной из Одессы. К исходу 23 октября части 42-й кд вместе с 5-м тп занимали оборону на крайнем левом фланге примыкающим к морю в 1,5 км южнее деревни Онгар-Найман. 24 октября части 40-й и 42-й кд при поддержке 54-го сп из состава 25-й Чапаевской сд вновь атаковали противника. Удалось вернуть Онгар-Найман и незначительно продвинуться на север.

### Отход к Севастополю и участие в отражении первого штурма
С 26 октября 1941 года противник ввел в бой новую 170-ю пд. Оборона Приморской армии развалилась. Части 40-й и 42-й кд на приморском фланге отошли в район деревень Семен и Кирент. 28 октября части Приморской армии начали отступать на юг. Организованного фронта обороны более не существовало. Понесшие большие потери дивизии армии могли лишь создавать отдельные очаги сопротивления чтобы задерживать части противника. Э. фон Манштейн дабы отрезать Приморскую армию от Симферополя и Севастополя создал из моторизованных частей 11-й армии моторизованную бригаду Циглера, которая по плану должна была захватить Симферополь и повернув на запад отрезать части Приморской армии, выйдя к морскому побережью. С фронта преследование осуществляли 132-я и 50-я пд противника.
31 октября 1941 года 42-я кавалерийская дивизия была переподчинена Приморской армии и вынуждена отходить к Симферополю, в этот день находилась в 35-40 км севернее города. Из-за выхода авангардов противника 31 октября на дорогу Симферополь-Бахчисарай Приморская армия была вынуждена отходить в Севастополь через Алушту и далее по Приморскому шоссе. Тем временем противник начал штурм города с северного направления. Однако бригады морской пехоты и гарнизоны береговых батарей смогли продержаться до подхода частей Приморской армии, которые усилили оборону базы. В их составе были и остатки 42-й кд.
Генерал Н. К. Рыжи вспоминал: «Некоторым частям, прибывшим в числе первых, досталось крепко…Две кавдивизии [40-я и 42-я], вместе взятые, имели лишь полторы тысячи бойцов».
6 ноября 1941 года остаткам 40-й и 42-й кавалерийских дивизий на марше была задача занять оборону рубежа: Саватка — высота 302,8 — гора Самналых. Примерно в те же дни задача 40-й кавалерийской дивизии была прикрывать дорогу через перевал Бечку (между долиной Бельбека и Байдарской долиной) вместе с бойцами строительного батальона, занятого на строительстве Дальнего рубежа и части 262-го полка майора Рубцова.
К исходу 9 ноября Приморская армия закончила сосредоточение войск в районе Севастополя. Сюда же прибыла и 40-я кавалерийская дивизия. С 10 ноября командование сухопутными войсками в Севастополе было возложено на командующего Приморской армией генерал-майора И. Е. Петрова. Севастопольский оборонительный район был разделен на четыре сектора. Первый сектор ограничивался справа берегом моря, слева — разграничительной линией юго-восточная окраина Севастополя, высота 555,3. Комендантом сектора был командир 2-й (позднее 109-й) стрелковой дивизии сформированной из 2-й кавалерийской дивизии полковник П. Г. Новиков. Обороняли сектор 383-й стрелковый полк, остатки 42-й и 40-й кавалерийские дивизии (почти полностью лишённые лошадей) при поддержке 12 орудий береговых батарей Б-19, Б-18 и Б-35.
12 ноября 1941 года из-за больших потерь людского и конного состава 42-я кавалерийская дивизия фактически была расформирована, её личным составом и вооружением была доукомплектована 40-я кавалерийская дивизия. По документам 42-я кд числилась до 22 мая 1942 года.

## В составе[2]
| На дату                 | Фронт                                      | Армия                      | Корпус |
| 17.08.1941 — 01.09.1941 |                                            | 51-я армия (отдельная)     |        |
| 09.10.1941 — 23.10.1941 |                                            | 51-я армия (отдельная)     |        |
| 23.10.1941 — 13.11.1941 |                                            | Приморская армия           |        |
| 13.11.1941 — 22.05.1942 | Севастопольский оборонительный район (СОР) | 40-я кавалерийская дивизия |        |
| ----------------------- | ------------------------------------------ | -------------------------- | ------ |

## Командование[2]
Командир дивизии:
- полковник Глаголев Василий Васильевич, 26.07.1941 — 31.05.1942

Начальник штаба:
- подполковник Неустроев Порфирий Григорьевич, 26.07.1941 — 31.05.1942

## Состав
На 17.08.1941 — 13.11.1941:
- Управление дивизии.
- 141-й кавалерийский полк.
- 154-й кавалерийский полк, командир подполковник Макаренко.
- 156-й кавалерийский полк.
- Дивизионные части:
  - 56-й бронетанковый эскадрон
  - 215-й дивизионный ветлазарет